# Diecezja Nogales
Diecezja Nogales – rzymskokatolicka diecezja w Meksyku. Powstała w 2015 z terenu archidiecezji Hermosillo. Pierwszym biskupem mianowany został José Leopoldo González González.